# Treisprezece la cină (film)
Treisprezece la cină (în engleză Thirteen at Dinner) este un film polițist de televiziune britanico-american din 1985, cu detectivul belgian Hercule Poirot. Acest film a adaptat romanul 13 la cină (Lord Edgware Dies, 1933) al Agathei Christie, pe baza scenariului scris de Rod Browning, a fost regizat de Lou Antonio și i-a avut în rolurile principale pe Peter Ustinov, Faye Dunaway, Jonathan Cecil, Diane Keen, Bill Nighy și David Suchet. O primă ecranizare a acestui roman a fost realizată în 1934, cu Austin Trevor în rolul lui Poirot.
Subiectul filmului îl constituie uciderea unui lord englez, în același timp în care principalul suspect, soția sa înstrăinată, participa la un dineu alături de alte douăsprezece persoane. Misterul săvârșirii crimei este rezolvat abia la sfârșit, la fel ca în majoritatea cazurilor investigate de Poirot, prin dezvăluirea adevărului în fața persoanelor implicate.
Treisprezece la cină este a treia ecranizare a unui roman al Agathei Christie în care Peter Ustinov l-a interpretat pe Poirot, după filmele de cinema Moarte pe Nil (1978) și Crimă sub soare (1982). Ustinov a reluat acest rol în trei filme ulterioare: două filme de televiziune lansate în 1986 (Moartea joacă murdar și Crimă în trei acte) și un film de cinema lansat în 1988 (Întâlnire cu moartea). Actorul britanic David Suchet, interpretul inspectorului Japp, a jucat ulterior rolul lui Poirot în serialul de televiziune Agatha Christie's Poirot (1989–2013).

## Rezumat
Cu prilejul unui talk-show găzduit de David Frost, detectivul belgian Hercule Poirot îi cunoaște pe actorul Bryan Martin și pe viitoarea sa parteneră de film, Jane Wilkinson, care se dovedește în realitate a fi imitatoarea profesionistă Carlotta Adams. Impresionată de talentul tinerei imitatoare, adevărata Jane Wilkinson îi invită la cină pe toți trei. Diva îi mărturisește lui Poirot că vrea să se despartă de bătrânul ei soț, lordul Edgware, pentru a se căsători cu ducele de Merton și îl roagă pe detectiv să intervină în favoarea ei pentru a obține divorțul. Poirot acceptă cu destulă reticență rolul de mediator și se deplasează la reședința lordului Edgware, dar lordul îi spune că își dăduse deja consimțământul într-o scrisoare pe care i-o trimisese soției sale cu șase luni în urmă. Anunțată mai târziu de Poirot, Jane Wilkinson susține că nu a primit niciodată această scrisoare.
În dimineața următoare lordul Edgware este găsit înjunghiat, iar inspectorul Japp îl vizitează pe Poirot pentru a-l informa. Principalul suspect al poliției este Jane Wilkinson, care, potrivit servitorilor, fusese văzută intrând în casa lordului în seara anterioară. Cu toate acestea, celebra actriță susține că a participat în acea noapte la un dineu organizat pentru treisprezece persoane în casa lui Sir Montague Corner din suburbia Chiswick, iar acest alibi este confirmat de ceilalți doisprezece invitați. În aceeași dimineață, imitatoarea Carlotta Adams este găsită moartă în propria locuință din cauza unei supradoze de Veronal, iar detectivul bănuiește că există o legătură între moartea Carlottei și uciderea lordului Edgware ca urmare a faptului că în apartamentul Carlottei au fost găsite o perucă blondă, o rochie neagră și o pălărie neagră asemănătoare cu cele descrise de majordomul și secretara lordului.
Scrisoarea trimisă de Carlotta Adams surorii ei din America dezvăluie faptul că imitatoarea fusese angajată să joace rolul lui Jane Wilkinson. Inspectorul Japp bănuiește că angajatorul misterios al Carlottei este Ronald Marsh, nepotul lordului, care urma să moștenească titlul nobiliar și cea mai mare parte a averii, și îl arestează după ce descoperă că tânărul fusese văzut în noaptea crimei în preajma casei lordului. Între timp, cu prilejul unei petreceri în casa familiei Wildburn, tânărul actor Donald Ross, care participase la dineul din seara crimei, îl roagă pe căpitanul Hastings să-i transmită lui Poirot că are niște informații importante să-i comunice. Ross îi telefonează mai târziu detectivului, dar întrerupe convorbirea pentru a răspunde cuiva care suna la ușa locuinței sale și nu mai revine la telefon. Poirot și Hastings pornesc în grabă spre locuința tânărului actor și îl găsesc înjunghiat mortal în spate.
Câtva timp mai târziu detectivul îi adună în sala de teatru pe toți cei implicați în acele evenimente tragice și dezvăluie că Jane Wilkinson o angajase pe Carlotta Adams să o înlocuiască la dineul din casa lui Sir Montague Corner, timp în care ea își ucisese soțul pentru a se putea căsători cu ducele de Merton, care nu ar fi acceptat niciodată un mariaj cu o femeie divorțată. Diva o ucisese apoi pe Carlotta, strecurându-i o doză fatală de Veronal în trusa de machiaj, și mai târziu îl înjunghiase mortal pe actorul Donald Ross care își dăduse seama că Jane Wilkinson de la petrecerea familiei Wildburn nu era aceeași cu Jane Wilkinson de la dineu. În urma acestor dezvăluiri, inspectorul Japp o arestează pe actriță și o conduce la închisoare.

## Distribuție
- Peter Ustinov — detectivul belgian Hercule Poirot[7][9][10][25]
- Faye Dunaway — actrița americană Jane Wilkinson (Lady Edgware) / imitatoarea Carlotta Adams[7][9][11][20][25]
- David Suchet — inspectorul de poliție James Japp[7][9][10][11][25]
- Jonathan Cecil — cpt. Arthur Hastings, prietenul și asistentul lui Poirot[7][9][10][11][25]
- Bill Nighy — Ronald Marsh, nepotul lordului Edgware[7][9][20][25]
- Diane Keen — Jenny Driver, creatoare de modă, prietena lui Bryan Martin[7][9][25][26]
- John Stride — Kapland, regizor de film[7][9][25][26]
- Benedict Taylor — Donald Ross, tânăr actor[7][9][26][27]
- Lee Horsley — Bryan Martin, actor american[7][9][11][20][25]
- Allan Cuthbertson — Sir Montague Corner, gazda dineului[7][9][26][28]
- Glyn Baker — majordomul lordului Edgware[7][9][26][28]
- John Barron — lordul George Edgware, soțul lui Jane Wilkinson[7][9][25][26]
- Peter Clapham — dl Wildburn, un invitat la dineul lui Sir Montague Corner[7][9][26]
- Lesley Dunlop — Alice Bennett, camerista Carlottei[7][26]
- Avril Elgar — dra Carroll, secretara lordului Edgware[7][26]
- Oriane Grieve — actrița serioasă de la banchetul fam. Wildburn (menționată Orianne Grieve)[7][26][29]
- Russell Keith-Grant — Moxon, avocatul lui Jane Wilkinson[7][26][29]
- Roger Milner — valetul ducelui de Merton[7][26][29]
- David Neville — tânărul care-l abordează pe Hastings la banchetul fam. Wildburn[7][26][29]
- Amanda Pays — Geraldine Marsh, fiica lordului Edgware[7][11][25][26]
- John Quarmby — majordomul lui Sir Montague[7][26]
- Geoffrey Rose — ducele de Merton, iubitul lui Jane Wilkinson[7][26][28]
- Pamela Salem — dna Wildburn, soția dlui Wildburn[7][26]
- Jean Sincere — Ellis, menajera lui Jane Wilkinson[7][26]
- David Frost — gazda talk-show-ului de televiziune (nemenționat)[7][12][25][26]
- Lou Antonio — producătorul de film Mickey „The G” (nemenționat)[26][28]
- Tony Hawks — bărbat în fundal la petrecere (nemenționat)
- Sue Lloyd — femeie vorbind în fundal la o întâlnire (nemenționată)

## Producție

### Proiecte anterioare

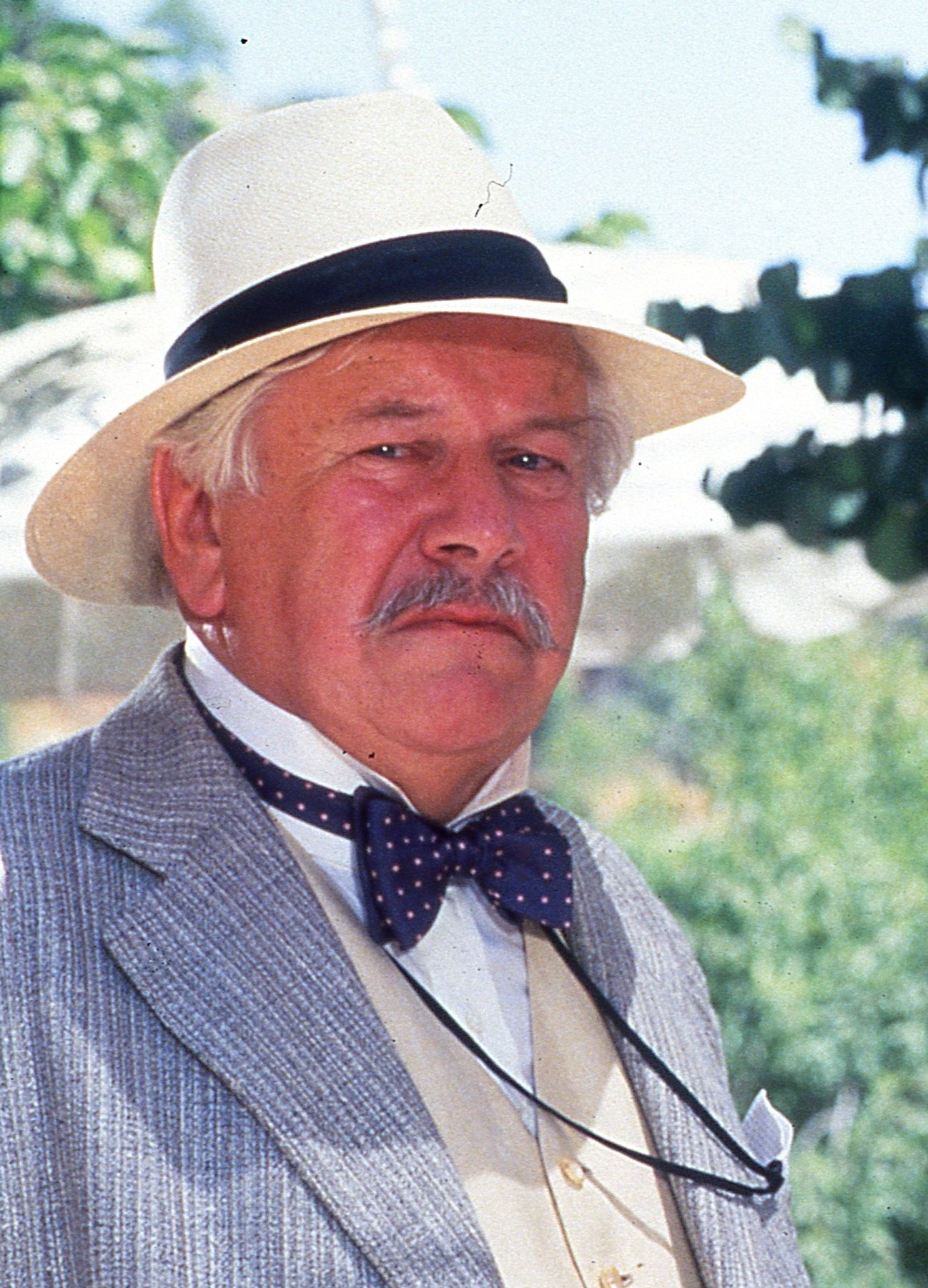
Actorul Peter Ustinov, interpretând rolul lui Poirot în filmul Întâlnire cu moartea (1988).

Compania EMI Films a avut un mare succes cu filmul Crima din Orient Express (1974), care a fost nominalizat la șase premii Oscar și a câștigat unul (premiul pentru cea mai bună actriță în rol secundar – Ingrid Bergman). Directorul de producție Nat Cohen a anunțat în 1975 că aceiași producători vor adapta romanul Răul sub soare (Evil Under the Sun, 1941) ca parte a unei serii de șase filme cu un buget total de 6 milioane de lire sterline. EMI a realizat doar cinci din cele șase filme propuse: Spanish Fly (1976), Aces High (1976), Seven Nights in Japan (1976), The Likely Lads (1976) și Sweeney! (1977), fără filmul Crimă sub soare. Moartea Agathei Christie la 12 ianuarie 1976 a schimbat însă cursul evenimentelor, înlesnind mult obținerea unei noi înțelegeri. În mai 1977 reprezentanții companiei EMI au anunțat că vor realiza nu una, ci două adaptări după Agatha Christie: Moarte pe Nil (1978) și Crimă sub soare (1982).
Albert Finney l-a interpretat pe Hercule Poirot în Crima din Orient Express, iar producătorii l-au contactat pentru a-i oferi același rol. Actorul a refuzat însă, deoarece se simțise incomod în timpul turnării filmului anterior din cauza machiajului și s-a temut că îi va fi greu să se descurce la temperaturi și mai ridicate. Atunci când au aflat că nu pot conta pe prezența lui Finney, producătorii companiei EMI s-au gândit să confere filmului o direcție total diferită și l-au ales pe Peter Ustinov, un actor cu o metodă actoricească viguroasă care i-a conferit lui Poirot imaginea unui personaj omniscient, patern și autoritar. „Poirot este un rol de compoziție, dacă a existat vreodată așa ceva”, a spus producătorul Goodwin, „iar Peter este un actor de compoziție de prim rang”.
Ustinov a avut succes în rolul detectivului, deși fanii scrierilor Agathei Christie nu au fost mulțumiți în totalitate de aspectul său și de stilul diferit de interpretare, deoarece Ustinov a căutat să adapteze personajul propriei sale personalități și nu să se adapteze el personajului. Personajul interpretat de Ustinov era, potrivit unor jurnaliști, „mai înalt, mai solid și mai puțin chel” decât personajul Agathei Christie, singurul element reconstituit identic fiind doar mustața. Actorul nu s-a simțit deranjat de aspectul diferit, iar, atunci când i s-a reproșat că Hercule Poirot din cărțile Agathei Christie nu seamănă fizic cu el, a răspuns cu o aroganță tipică detectivului belgian: „Doamnă, acum seamănă”. Atitudinea arogantă și paternă conferită personajului de Ustinov a fost remarcată de unii critici precum Cliford Terry de la Chicago Tribune, care a afirmat că detectivul tratează toate personajele cu care intră în contact în aceste filme ca pe „niște școlari obraznici și înceți la minte”. Publicistul Calum Marsh scria după aproape 40 de ani că „Acest Poirot este jucăuș, copilăros, chiar și puțin capricios; Ustinov îi impregnează un aer lejer, tachinator, găsind o distracție latentă chiar și în cele mai diabolice chestiuni. Fanii care îl preferă pe Ustinov în acest rol tind să răspundă la căldura lui imensă: el are manierele unui bunic care îl face instantaneu simpatic, ceea ce îi dezminte sclipirea și perspicacitatea.”.
Filmele Moarte pe Nil (1978) și Crimă sub soare (1982) au avut succes comercial, dar producătorii John Brabourne și Richard Goodwin au fost dezamăgiți că veniturile au fost mai mici decât estimaseră și nu au mai realizat împreună nicio altă ecranizare după romanele Agathei Christie, iar următoarele ecranizări au fost produse pentru televiziune. Întrebată ulterior cu privire la posibilitatea realizării altor ecranizări după scrierile Agathei Christie, noua directoare de producție a companiei EMI Films, Verity Lambert, a afirmat în ianuarie 1983 că producătorii companiei „au făcut destul” și că „pur și simplu nu există viață acolo în acest moment”. Cu toate acestea, în timp ce interesul publicului de cinema pentru scrierile Agathei Christie era în scădere, ecranizările de televiziune continuau să atragă publicul. Primele înțelegeri pentru ecranizarea scrierilor Agathei Christie în filme de televiziune au fost încheiate la sfârșitul anilor 1970, iar primele ecranizări de televiziune au fost difuzate la începutul anilor 1980 atât în Statele Unite ale Americii, cât și în Marea Britanie.

### Dezvoltarea proiectului
Companiile americane CBS și Warner Bros. au obținut la începutul anilor 1980 dreptul de ecranizare pentru televiziune a cinci romane ale Agathei Christie și, ca urmare a succesului comercial al ecranizărilor anterioare cu Poirot, au încercat să-și asigure participarea lui Ustinov pentru cel puțin un film. Ustinov nu era sigur cât timp va mai putea să joace rolul Poirot, deoarece considera că este destul de bătrân, și i-a spus unui reporter după lansarea filmului Crimă sub soare (1982) că „dacă se vor hotărî să ecranizeze mai multe din aceste povești, voi fi atât de bătrân încât vor trebui să mă împingă cu scaunul cu rotile”. În ciuda dubiilor cu privire la longevitatea sa în acest rol, actorul britanic se atașase totuși de personaj și nu-și dorea ca rolul să fie interpretat de altcineva, așa că a acceptat oferta, deși bugetul filmelor de televiziune era mai mic. În total, Ustinov l-a interpretat pe detectivul Hercule Poirot în șase filme de cinema și televiziune: Moarte pe Nil (1978), Crimă sub soare (1982), Treisprezece la cină (1985), Moartea joacă murdar (1986), Crimă în trei acte (1986) și Întâlnire cu moartea (1988) și a fost, în plus, naratorul filmului The Seven Dials Mystery (1981).
Producătorii americani au decis să transpună acțiunea filmelor de televiziune cu Poirot în perioada contemporană. Această decizie avea precedent în realizarea filmelor cu Sherlock Holmes în interpretarea lui Basil Rathbone; astfel, Rathbone l-a interpretat inițial pe Sherlock Holmes în două filme de epocă cu buget mare, pentru ca să-l interpreteze ulterior în filme cu buget mic, a căror acțiune avea loc în prezent. Motivul cheie al unei astfel de decizii era cel financiar, deoarece filmele cu acțiunea în prezent sunt mult mai ieftine decât filmele de epocă, din moment ce nu necesită construirea unor decoruri și închirierea de costume. Un alt motiv a fost atragerea unui public tânăr interesat mai degrabă să vizioneze o adaptare modernă decât o adaptare de epocă fidelă operei literare de inspirație, aspect care se potrivea intențiilor urmărite de proprietarii drepturilor de autor asupra scrierilor Agathei Christie. Modernizarea acțiunii i-a permis lui Ustinov să adapteze unele din excentricitățile lui Poirot și să creeze o versiune mai calmă și mai blajină a personajului, ceea ce l-a transformat pe Poirot, potrivit lui Mark Aldridge, într-un „personaj ustinovian” capabil să întrețină audiența din fața micilor ecrane.
Primul roman ales de producătorii americani pentru a fi ecranizat a fost Lord Edgware Dies (1933) al Agathei Christie, care prezenta unul dintre cazurile urbane rezolvate de Poirot. Acest roman fusese ecranizat pentru prima dată în 1934 într-un film omonim regizat de Henry Edwards, care l-a avut în rolul detectivului Poirot pe actorul britanic Austin Trevor (1897–1978). Cunoscut de fani în calitate de primul interpret al lui Poirot în cinema (primul actor care a interpretat rolul detectivului a fost Charles Laughton în spectacolul teatral cu piesa Alibi (1928)), Austin Trevor a jucat rolul detectivului în trei filme aproape uitate astăzi: Alibi (1931), Black Coffee (1931) și Lord Edgware Dies (1934), remarcându-se prin „sobrietatea lipsită de relief” și rămânând în memoria colectivă prin faptul că a interpretat un Poirot fără celebra sa mustață.
Scenariul filmului Treisprezece la cină a fost scris de Rod Browning (al cărui succes principal a fost comedia Oh! Heavenly Dog (1980) cu Chevy Chase) și a realizat, la fel ca în cazul adaptărilor anterioare ale CBS cu Miss Marple (în interpretarea lui Helen Hayes), o „americanizare” a acțiunii, dialogurilor și atmosferei. Au fost eliminate anecdotele și frazele tipice scrierilor Agathei Christie în favoarea unui dialog ușor de înțeles de publicul american. Cu toate acestea, majoritatea rolurilor secundare au fost atribuite unor actori britanici cunoscuți precum Jonathan Cecil (cpt. Arthur Hastings) și Allan Cuthbertson (Sir Montague Corner). Jonathan Cecil, care era cunoscut pentru interpretarea a numeroase personaje secundare în producțiile britanice, printre care se număra și Barry Lyndon (1975) al lui Stanley Kubrick, a creat aici rolul clișeistic al partenerului prostănac și neîndemânatic al detectivului, văzut atât de frecvent în filmele polițiste. Distribuirea în film a actorilor americani Faye Dunaway și Lee Horsley a urmărit, în același timp, să atragă publicul american. Faye Dunaway, care obținuse Premiul Oscar pentru cea mai bună actriță în 1976, pentru rolul din filmul Network, și avusese un mic rol în filmul Ordeal by Innocence (1985), o ecranizare a unei alte scrieri a Agathei Christie, joacă aici rolul unei actrițe suspectate pentru că și-ar fi ucis soțul, în timp ce Lee Horsley, cunoscut spectatorilor contemporani ca interpretul petrolistului texan care lucra în timpul liber ca detectiv particular în Los Angeles din serialul polițist Matt Houston (1982–1985), apare în acest film în rolul unui actor care-și bazează faima pe munca îndrăzneață a cascadorilor.
Rolul inspectorului Japp a fost jucat aici de actorul britanic David Suchet, care, patru ani mai târziu, a început să-l interpreteze pe Hercule Poirot în serialul de televiziune Agatha Christie's Poirot și a jucat apoi rolul detectivului belgian într-o nouă adaptare a romanului, produsă în 1999 de compania Carnival Films și difuzată în premieră în Marea Britanie sub titlul Lord Edgware Dies la 19 februarie 2000. Suchet interpretează aici, după opinia lui Mark Aldridge, „un Japp suspicios, cu accent cockney, care îl scoate din sărite în mod deosebit pe Hastings”, dar care animă în mod paradoxal ritmul lent al acțiunii. În următorii ani, actorul și-a exprimat regretul cu privire la calitatea interpretării sale și, într-un interviu acordat postului de televiziune BBC News în 2013, a afirmat că interpretarea inspectorului Japp a fost „îngrozitoare”, „cea mai proastă interpretare pe care am realizat-o vreodată” și i-a determinat pe producători să nu-l mai distribuie în acel rol.
În același timp a avut loc o transpunere a acțiunii originale din anii 1930 în perioada modernă: apariția lui Poirot într-un talk-show de televiziune moderat de David Frost, introducerea unor secvențe filmate pentru un viitor film în care apar Jane Wilkinson și Bryan Martin sau discuția lui Poirot (aflat într-o barcă cu motor pe un canal al Tamisei) cu Jane Wilkinson, care făcea jogging, care au scopul de a atrage publicul tânăr și nu doar pe fanii nostalgici ai misterelor Agathei Christie.

### Filmări
Filmările au început în februarie 1985 la Londra și s-au derulat pe parcursul a patru săptămâni, spre deosebire de cele câteva luni puse la dispoziție în cazul adaptărilor anterioare pentru cinema. S-a filmat, printre alte locuri, pe strada Shad Thames din districtul central Southwark (cascadoriile pentru filmul Roses are Dead) și în interiorul Royal College of Music de pe Prince Consort Road din districtul South Kensington (scena finală). Noua ecranizare a romanului Agathei Christie urma să poarte titlul Thirteen at Dinner, sub care fusese publicat romanul în Statele Unite ale Americii. După ce îl interpretase pe Poirot în două filme de cinema, Peter Ustinov a preluat pentru a treia oară rolul detectivului belgian. Filmul a fost produs de Neil Hartley și regizat de actorul și regizorul american de televiziune Lou Antonio, un veteran al producțiilor destinate micului ecran.
Bugetul alocat producției a fost unul generos, dar mai auster decât cel alocat ecranizărilor anterioare: doar 2 milioane de dolari, ceea ce a făcut ca filmul să fie realizat cu eforturi reduse. De altfel, alegerea Londrei ca loc de filmare nu avea doar un scop estetic, ca mediu tipic al romanelor Agathei Christie, ci și un scop financiar, ca urmare a raportului favorabil dolar/liră. În scopul reducerii costurilor, producătorii au decis să urmeze un nou model de afaceri care a fost păstrat și pentru ecranizările ulterioare: înlocuirea unei distribuții formate din vedete cu o singură vedetă cu priză la public. Vedeta aleasă pentru filmul Treisprezece la cină a fost actrița americană Faye Dunaway, cunoscută publicului pentru rolurile din Bonnie și Clyde (1967) și Rețeaua (1976) și câștigătoare a premiului Oscar pentru cea mai bună actriță pentru rolul interpretat în Rețeaua, sub îndrumarea regizorului Sidney Lumet. Ea apare aici în dublu rol, interpretând-o atât pe Jane Wilkinson, cât și pe Carlotta Adams.
Decorurile filmului au fost proiectate de Andrew Sanders, iar muzica a fost compusă de compozitorul britanic John Addison. Director de imagine a fost Curtis Clark. Montajul a fost realizat de David A. Simmons. Durata filmului este de 95 de minute.
Revista Screen International a explicat alegerea realizării unei noi ecranizări după romanele Agathei Christie prin cererea „avidă” a publicului, citându-l pe producătorul Neil Hartley care a spus că milioane de oameni doreau să vizioneze ecranizările acestor romane, dar mulți dintre ei „nu sunt genul de oameni care să meargă la cinema ca să vadă un spectacol, ci le-ar plăcea să-l vadă acasă la ei”.

## Lansare
Treisprezece la cină a fost difuzat în premieră de postul de televiziune american CBS pe 19 octombrie 1985. În acea săptămână filmul a avut parte de un rating rezonabil (12,8% rating și 21% share), clasându-se pe locul 52 între cele mai urmărite programe ale săptămânii de pe toate posturile de televiziune americane, între serialele de acțiune contemporane Knight Rider (NBC, 1982–1986, locul 51) și Airwolf (CBS/USA, 1984–1987, locul 53). Ceea ce a contat mai mult pentru compania Warner Bros. a fost faptul că a reușit să vândă bine filmul în străinătate, ceea ce a permis întoarcerea echipei de producție pe platourile Bray Studios din Londra pentru a realiza ecranizarea unui alt roman al Agathei Christie. Filmul a fost distribuit în mai multe țări, printre care Belgia (31 mai 1986), Marea Britanie (premieră TV în iunie 1986 la postul LWT), Portugalia (18 decembrie 1987), Republica Democrată Germană (premieră TV pe 3 aprilie 1988 la postul DFF 2), Italia (premieră TV pe 6 decembrie 1988 la Rete 4) și Ungaria (25 martie 1989).
Ulterior, ca urmare a succesului înregistrat în rândul publicului, filmul Treisprezece la cină a fost înregistrat mai întâi pe casetă video, care a fost disponibilă pentru vânzare începând din iulie 1995. Compania Warner Home Video, divizia de distribuție a conglomeratului american Warner Bros. Entertainment, a lansat filmul pe DVD la 12 septembrie 2006, într-o versiune cu subtitrare în limbile engleză și spaniolă.

## Aprecieri critice
Criticii de film americani au remarcat o scădere a calității filmului Treisprezece la cină în comparație cu filmele de cinema anterioare cu Ustinov, care fuseseră primite relativ bine. Astfel, cronicarul revistei Variety a acordat o atenția deosebită construcției personajelor și a subliniat că „manierele exasperante ale lui Poirot și organizarea precisă a timpului au fost înlocuite cu o abordare moleșită, exasperantă în felul ei – poate chiar mai mult din moment ce Poirot a devenit un om cordial și gentil [...] stilul Agathei Christie a fost sabotat – personajele nu sunt interesante, iar crimele nu sunt surprinzătoare”.
Alte cronici publicate în America au fost mai binevoitoare, subliniind faptul că Treisprezece la cină este un film de televiziune ușurel, dar destul de distractiv. Astfel, John J. O'Connor a scris în ziarul american The New York Times că, în ciuda intrigii subțiri, filmul oferă publicului „o distracție plăcută” deoarece Ustinov reușește să capteze atenția spectatorilor prin evidențierea atât a talentului detectivistic al personajului, cât și a excentricităților sale (ego-ul nemăsurat, pasiunea pentru proverbe și umorul spumos). Criticul sus-menționat a lăudat, de asemenea, interpretările lui Faye Dunaway („un pic rigidă, dar încă deosebit de eficientă”) și Jonathan Cecil (care, prin faptul că „se agită mereu pentru zăpăcitul Poirot”, „îl face pe dl. Ustinov să pară deosebit de bun”). În nota sa dedicată filmului în cunoscutul ghid Movies on TV, criticul Steven H. Scheuer afirmă că „în primul său spectacol de televiziune în rolul detectivului belgian Hercule Poirot, Peter Ustinov este pretutindeni: lingușind, bombănind, făcând mici trucuri, în timp ce vânează un criminal pe o moșie engleză. Totul este foarte britanic și ușor de înțeles, dar fanii se vor bucura să-l vadă pe Ustinov interogându-i pe suspecți. Prezența lui Ustinov în rolul unui detectiv manierat, Hercule Poirot, este irezistibilă aici”. De asemenea, Judith Crist a afirmat în recenzia sa pentru revista TV Guide că filmul are o „atracție specială” deoarece furnizează „complexitatea intrigii, diversitatea decorului și amestecul de personaje tipice Agathei Christie”.
Potrivit istoricului de film britanic Mark Aldridge, lector de istoria filmului și televiziunii la Universitatea Solent din Southampton, romanul Lord Edgware Dies, care stă la baza acestui film, urmărește rezolvarea prin interviuri și deducții a unui puzzle vizual offscreen, nepretându-se prea bine unei adaptări cinematografice. Scenariul actualizează acțiunea „destul de rezonabil”, susține Aldridge, dar, cu toate acestea, filmul „se luptă să atragă atenția publicului” din cauza modului „dezinteresat” de lucru al regizorului Lou Antonio, care „depune un minim de efort” și „oferă rareori momente de mare interes vizual”. Istoricul de film Scott Palmer, autorul cărții The Films of Agatha Christie (1993), consideră că transpunerea acțiunii în epoca modernă a fost o decizie neinspirată și „absolut inutilă” care a făcut cu siguranță ca „această producție „să sufere”, iar distribuirea actorilor americani Faye Dunaway și Lee Horsley a fost nepotrivită deoarece nu a adus nimic valoros filmului. În ciuda acestor deficiențe, Palmer a susținut că filmul este „plăcut și distractiv”, grație scenariului interesant, a interpretărilor bune ale lui Ustinov, Suchet și Cuthbertson și a muzicii lui John Addison.
Enciclopedia cinematografică germană Lexikon des internationalen Films descrie astfel acest film: „Trei crime au avut loc; nu există nicio urmă a făptuitorului. Maestrul detectiv Hercule Poirot o suspectează pe soția primei victime, care nu pare să fie deosebit de tristă de moartea soțului ei. Thriller de televiziune steril după un șablon tipic Agathei Christie, cu o acțiune desfășurată fără vlagă.”.

## Continuări
Treisprezece la cină a fost al treilea film în care Peter Ustinov l-a interpretat pe Hercule Poirot (după Moarte pe Nil (1978) și Crimă sub soare (1982)) și a reprezentat prima apariție a actorului în rolul detectivului belgian într-un film de televiziune. Ustinov a reluat acest rol în trei filme ulterioare: două filme de televiziune lansate în 1986 (Moartea joacă murdar și Crimă în trei acte) și un film de cinema lansat în 1988 (Întâlnire cu moartea).

## Alte ecranizări
Prima adaptare cinematografică a romanului Lord Edgware Dies a fost ecranizarea omonimă realizată în 1934 de Henry Edwards, care l-a avut în rolul detectivului Poirot pe actorul britanic Austin Trevor (1897–1978). Ecranizarea este astăzi aproape uitată și a rămas în memoria colectivă prin faptul că personajul Poirot nu poartă celebra sa mustață.
O altă adaptare britanică a fost realizată în 1999 ca un episod al serialului de televiziune Agatha Christie's Poirot cu David Suchet în rolul lui Poirot. Acțiunea acestui episod urmează într-o măsură destul de mare povestea originală, dar întărește motivația criminalului și înfrumusețează unele secvențe petrecute la teatru. Acest episod a fost produs de compania Carnival Films ca al doilea episod (ep. 48) al sezonului 7 al serialului și a fost difuzat în premieră de postul britanic ITV sub titlul Lord Edgware Dies în 19 februarie 2000. Recenziile critice au fost favorabile, cu toate că unele dintre ele au fost formulate cu o oarecare reticență precum cea a lui Robert Banks de la The Independent.
Ulterior a fost realizată și o adaptare franceză într-un episod al serialului francez Les Petits Meurtres d'Agatha Christie („Micile crime ale Agathei Christie”), care a fost difuzat la 14 septembrie 2012, sub titlul „Le couteau sur la nuque” („Cuțitul în gât”). Acțiunea acestei adaptări franceze are loc în mediul teatral și elimină relațiile aristocratice care nu au aceeași rezonanță în Franța la fel ca în Marea Britanie. Detectivii britanici sunt înlocuiți cu comisarul Larosière și asistentul său neîndemânatic, inspectorul Lampion, în timp ce ucigașa este actrița Sarah Morlant, iar una dintre victime este soțul incomod al actriței, actorul Pierre Fougère, iar cealaltă victimă este portarul teatrului.

## Galerie

### Locuri de filmare

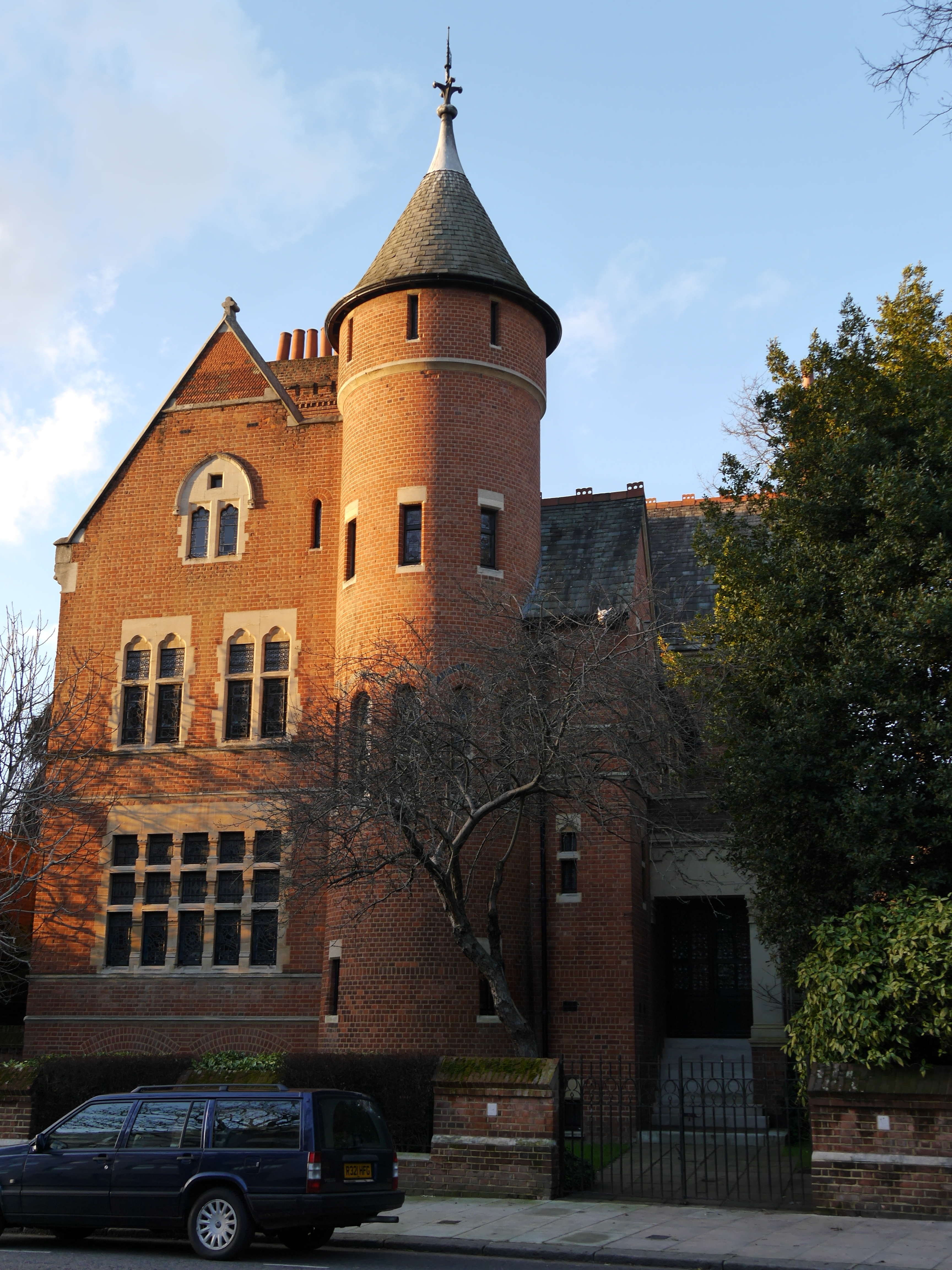
The Tower House – reședința lordului Edgware
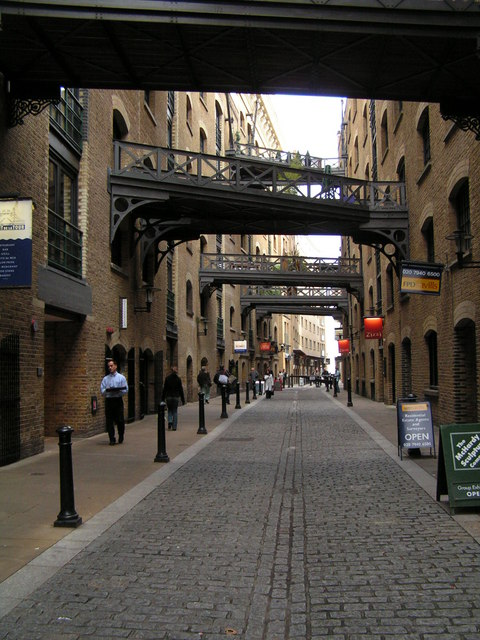
Strada Shad Thames din Londra
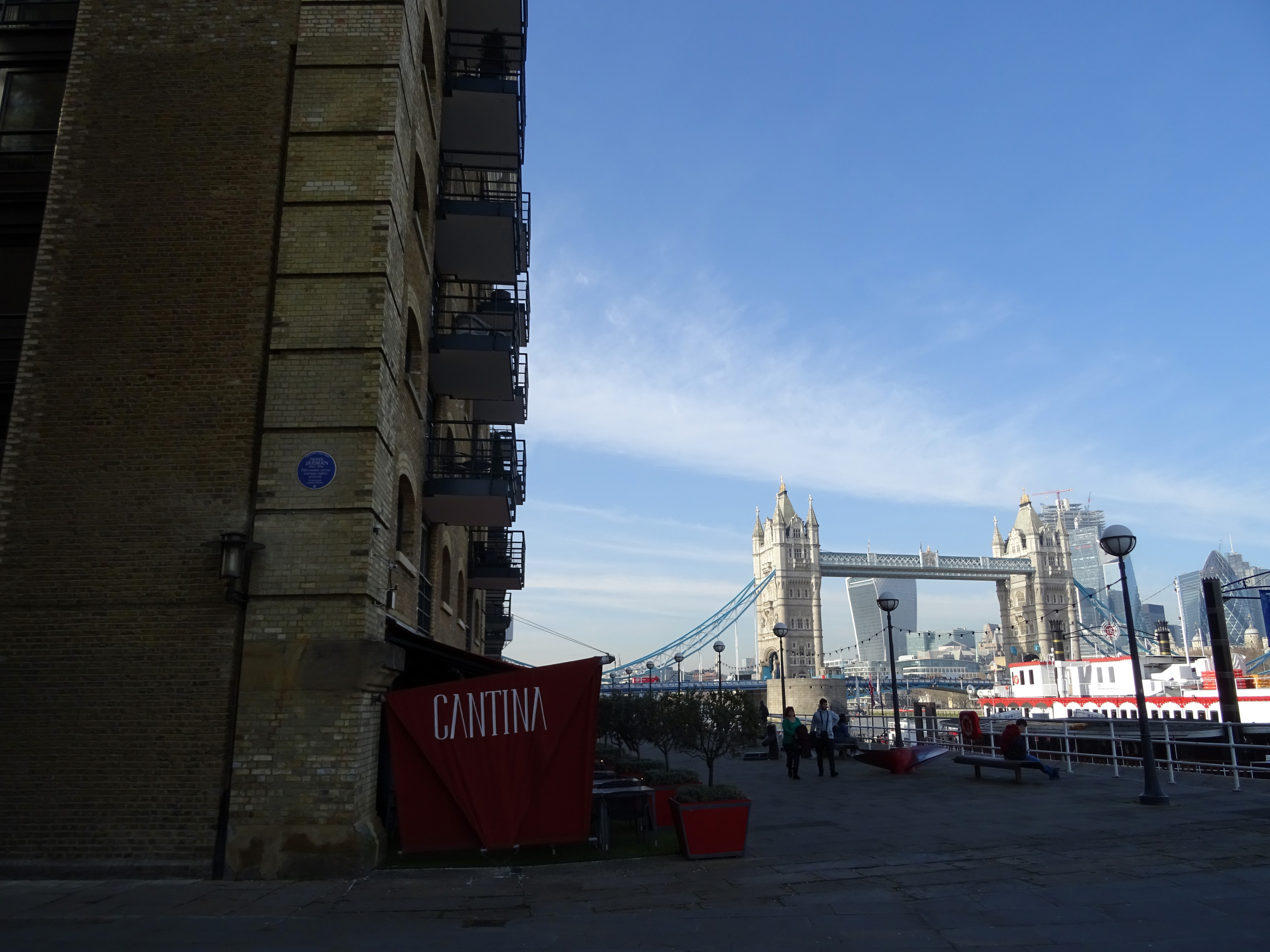
Promenada de lângă Butler's Wharf
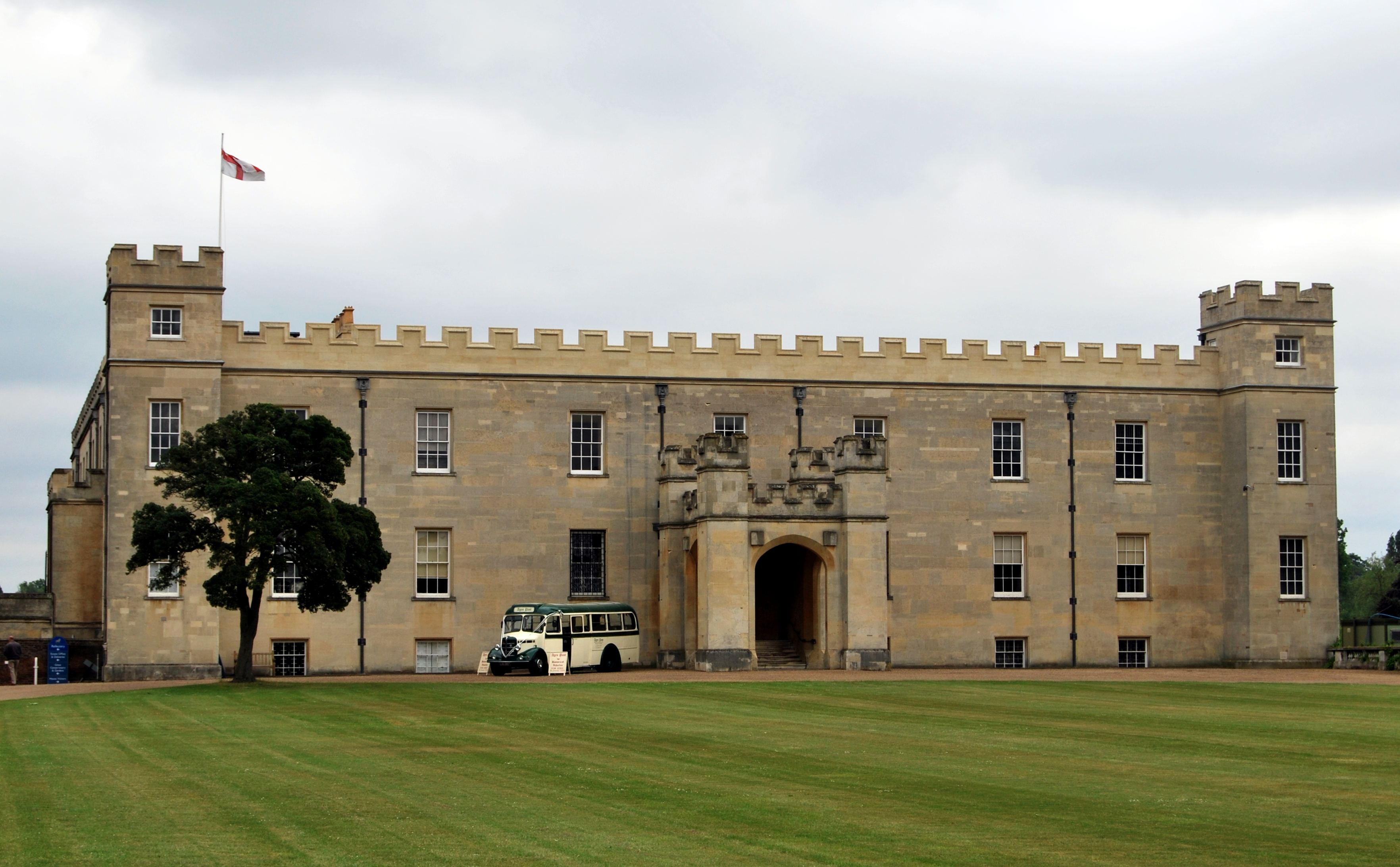
Syon House din vestul Londrei – casa lui Sir Montague Corner
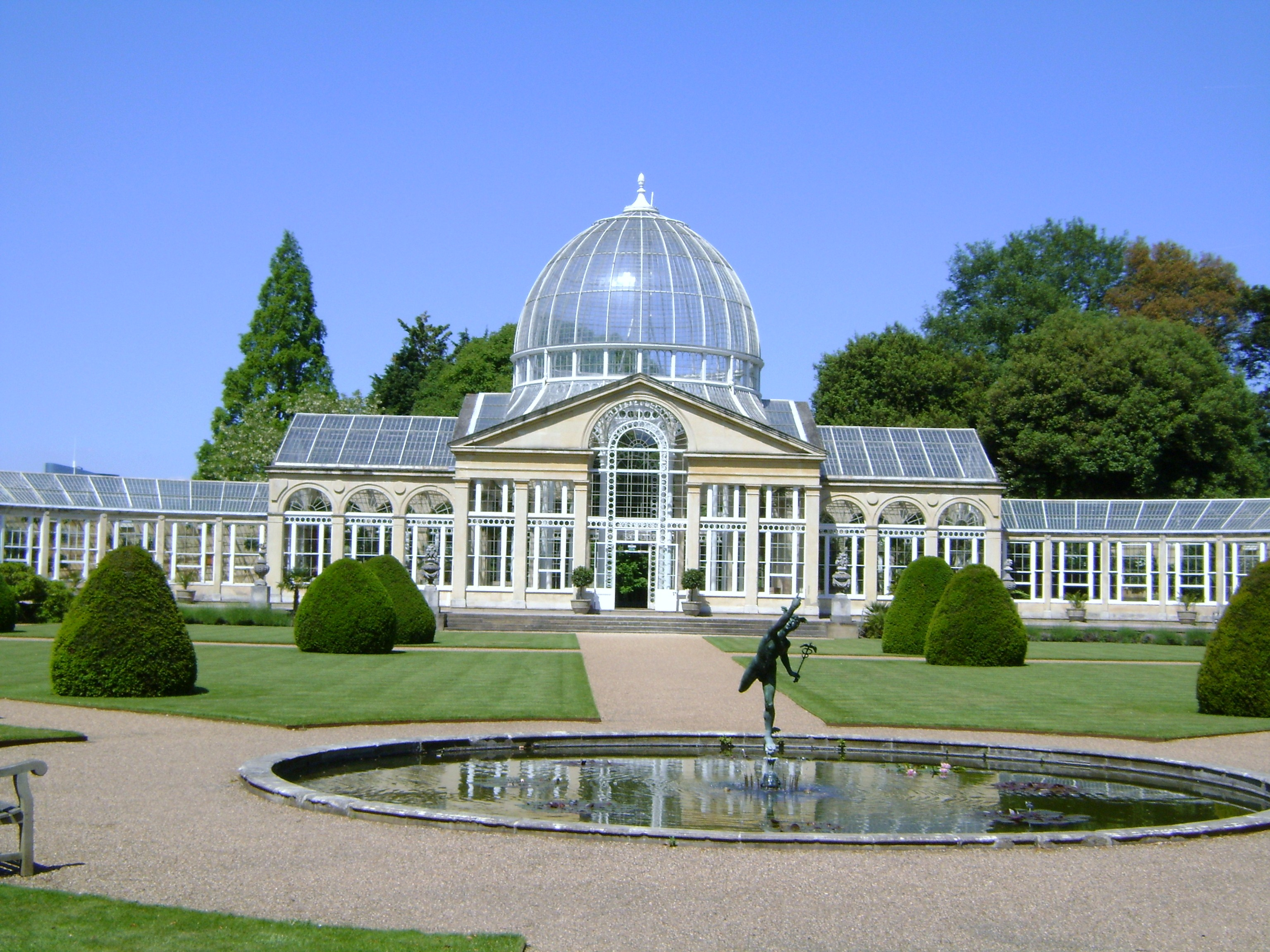
Syon House Great Conservatory
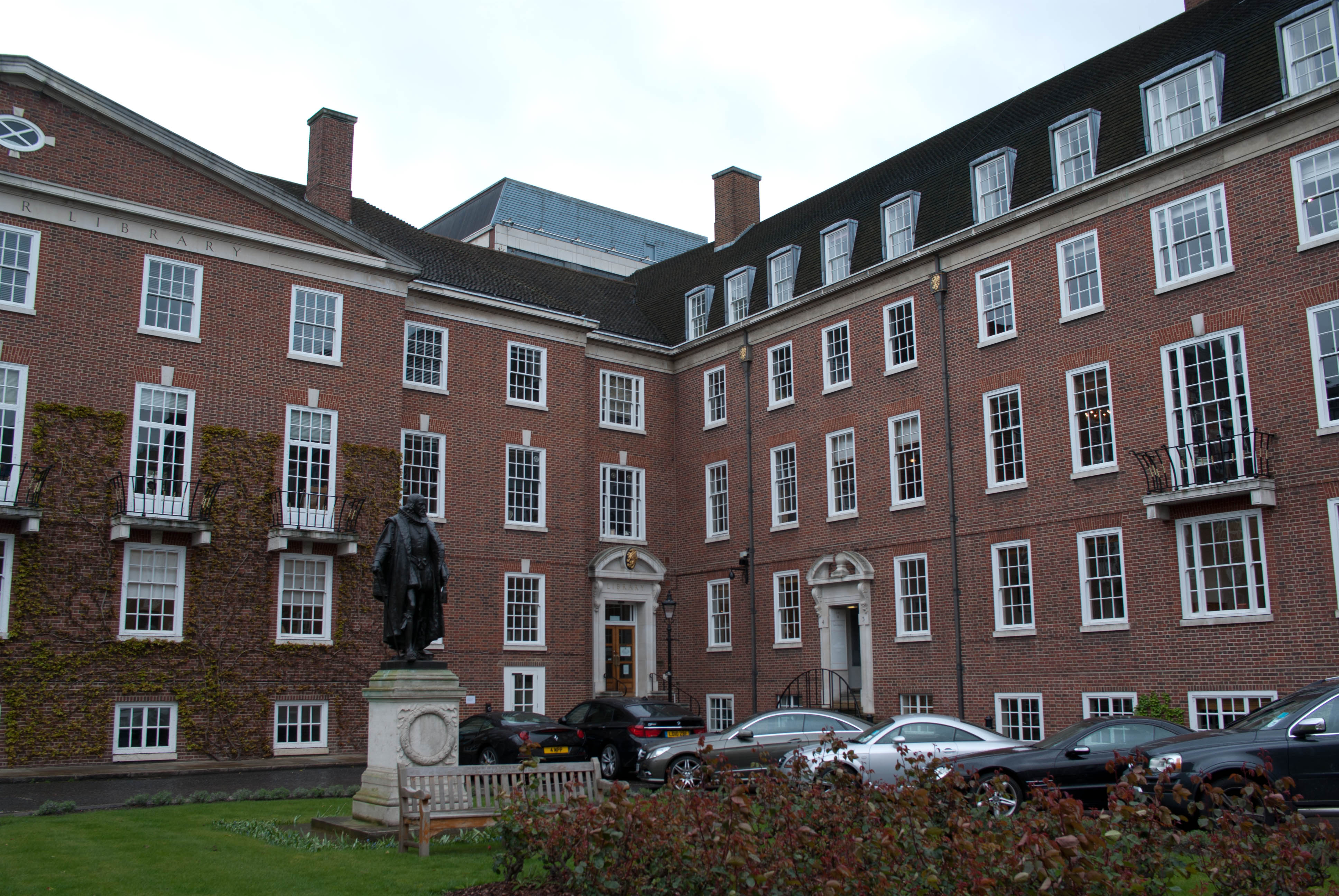
Gray's Inn – sediul Scotland Yard
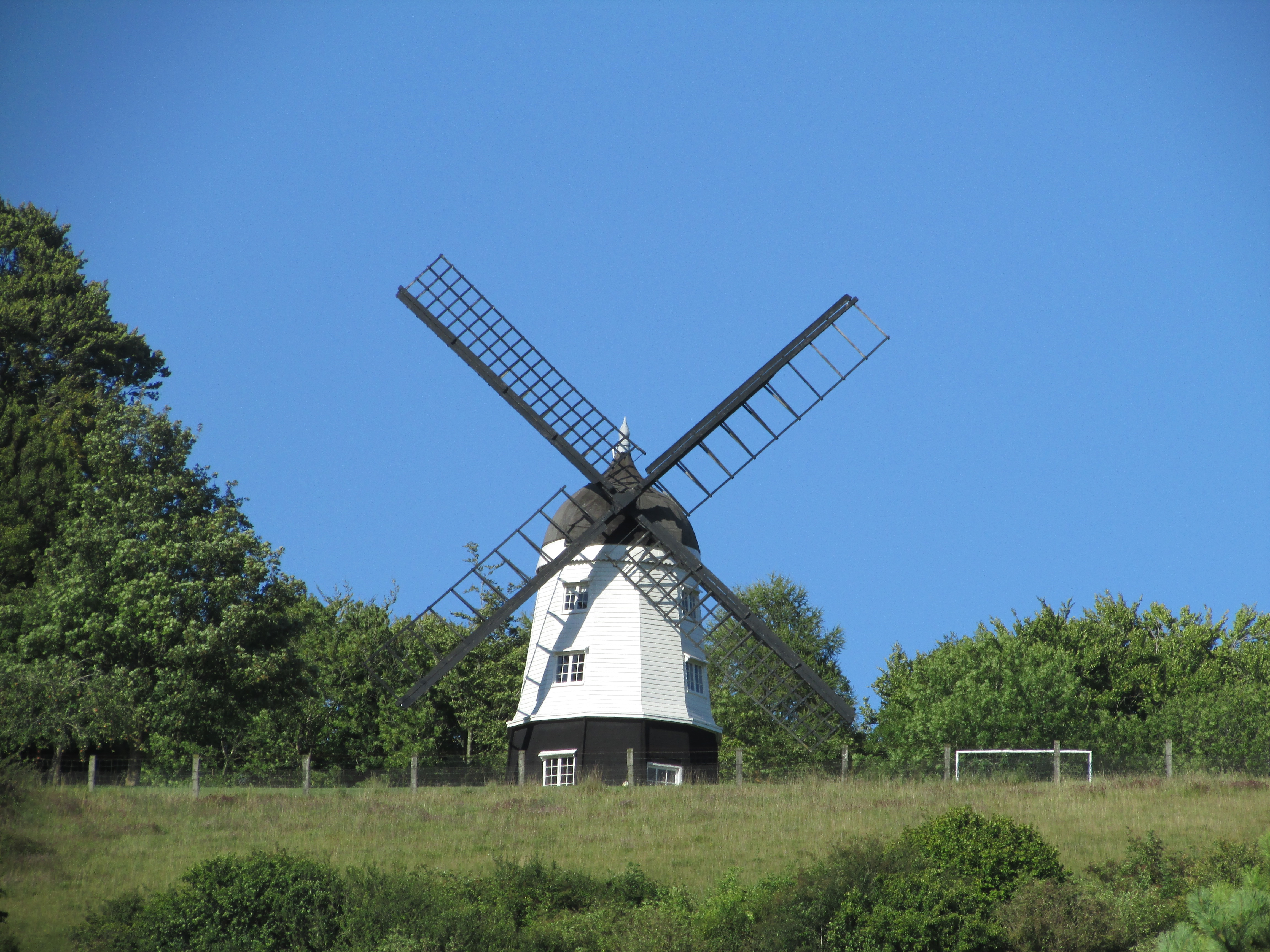
Cobstone Windmill din Ibstone
Royal Albert Hall – interior
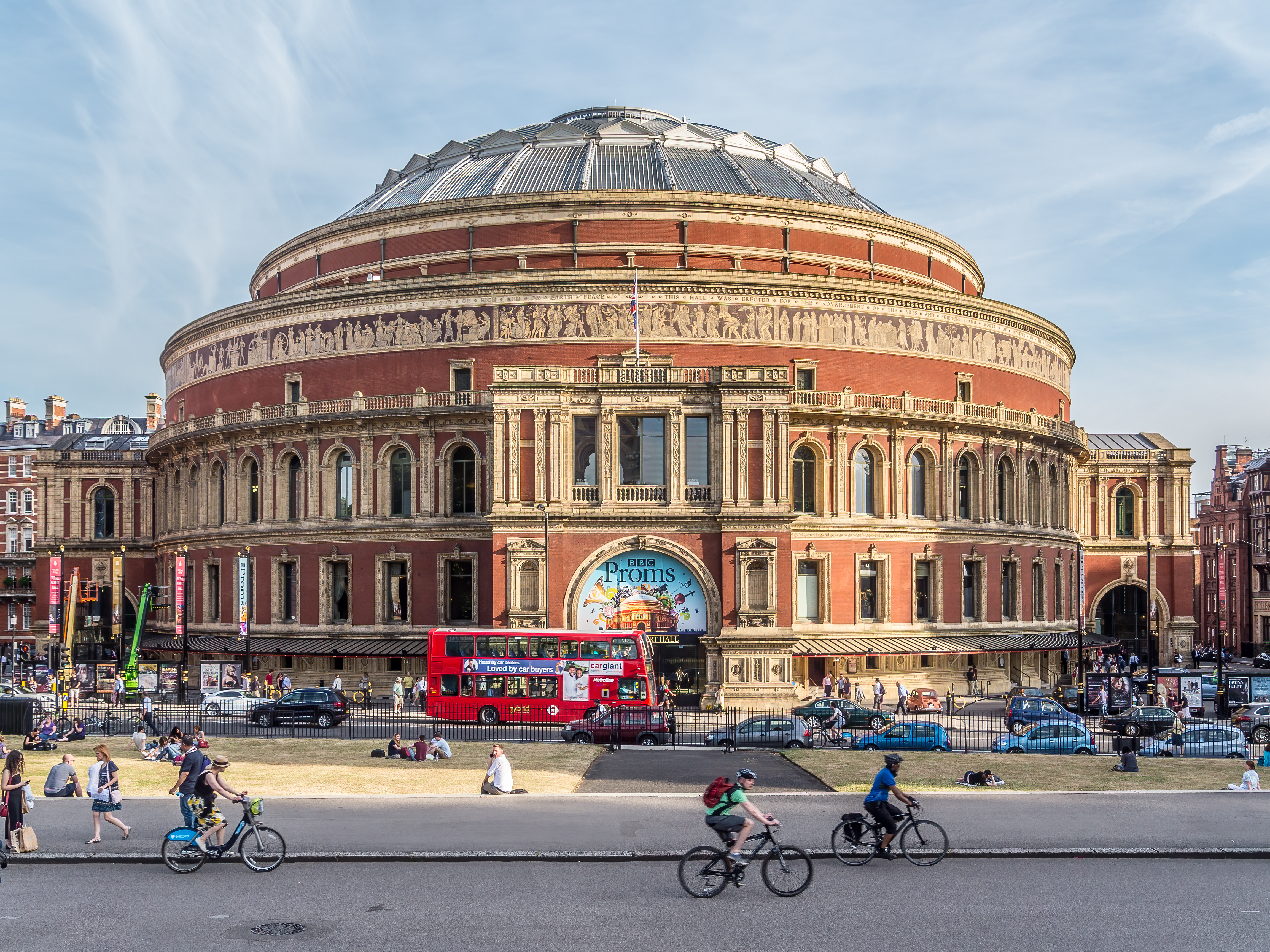
Royal Albert Hall